# مکانیک کاربردی

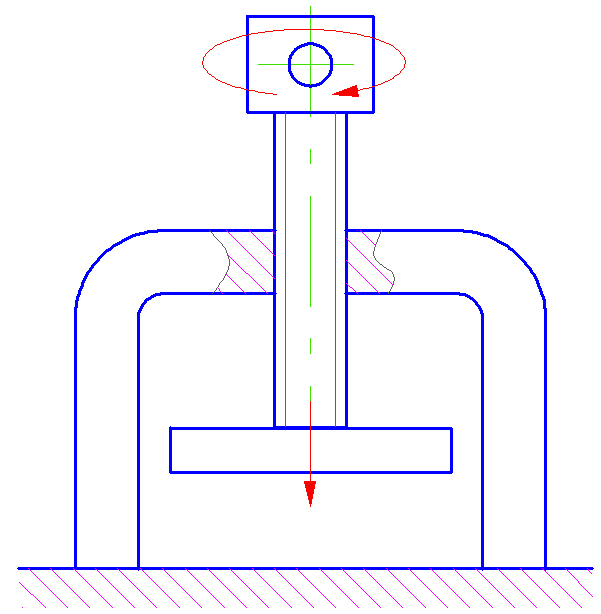
دستگاه پرس‌کن

مکانیک کاربردی (به انگلیسی: Applied mechanics) یا مکانیک مهندسی (به انگلیسی: Enginering mechanics) (با مهندسی مکانیک اشتباه گرفته نشود) یکی از بخش‌های علم فیزیک است که به کاربردهای عملی مکانیک می‌پردازد. علم مکانیک به خودی خود پاسخ اجسام (جامدات و سیالات) یا مجموعه‌ای از اجسام به نیروهای خارجی را توضیح می‌دهد.
مکانیک کاربردی اما، رفتار یک جسم، چه در سکون بوده باشد چه در حرکت، تحت تأثیر نیروها را توصیف می‌کند. مکانیک کاربردی واسطه‌ای است برای فیزیک تئوری و کاربردهای آنها در فناوری و به همین دلیل در شاخه‌های گوناگون مهندسی به خصوص مهندسی مکانیک و مهندسی عمران کاربرد گسترده‌ای دارد که در این رشته‌ها معمولاً به آن مکانیک مهندسی می‌گویند.

بیشتر مکانیک مهندسی نوین بر قوانین حرکت نیوتن در مکانیک کلاسیک استوار شده‌است البته استفاده نوین از این کاربردها به استفن تیموشنکو بر می‌گردد، کسی که او را پدر مکانیک مهندسی می‌دانند.

## مباحث اصلی
- آکوستیک
- روش اجزاء محدود
- مکانیک تحلیلی
- مکانیک سیالات
- مکانیک سنگ
- مکانیک محاسباتی

## کاربردها
- مهندسی انرژی
- مهندسی سازه
- مهندسی شیمی
- مهندسی عمران
- مهندسی مکانیک
- مهندسی نفت